# Federația Română de Canotaj
Federația Română de Canotaj (FRC) este o structură sportivă de interes național ce are competența și autoritatea să organizeze activitatea de canotaj din România. Constituită la Arad în anul 1925 și afiliată la Federația Internaționala de Canotaj în anul 1927, este una dintre cele mai vechi federații sportive naționale. Prin valoarea rezultatelor obținute constant in competițiile mondiale și olimpice, se află printre primele ramuri sportive ale sportului românesc și printre primele națiuni in canotajul mondial.

## Istoric
În 1925 se înființează la Arad, Comisia de Sporturi Nautice din România, ce va depune, în anul 1927, cererea de afiliere la Federația Internatională de Canotaj (în franceză Fédération Internationale des Sociétés d'Aviron). Congresul din 19 august 1927 aprobă afilierea Federației Societăților Sportive din România ca membru extraordinar al FISA.

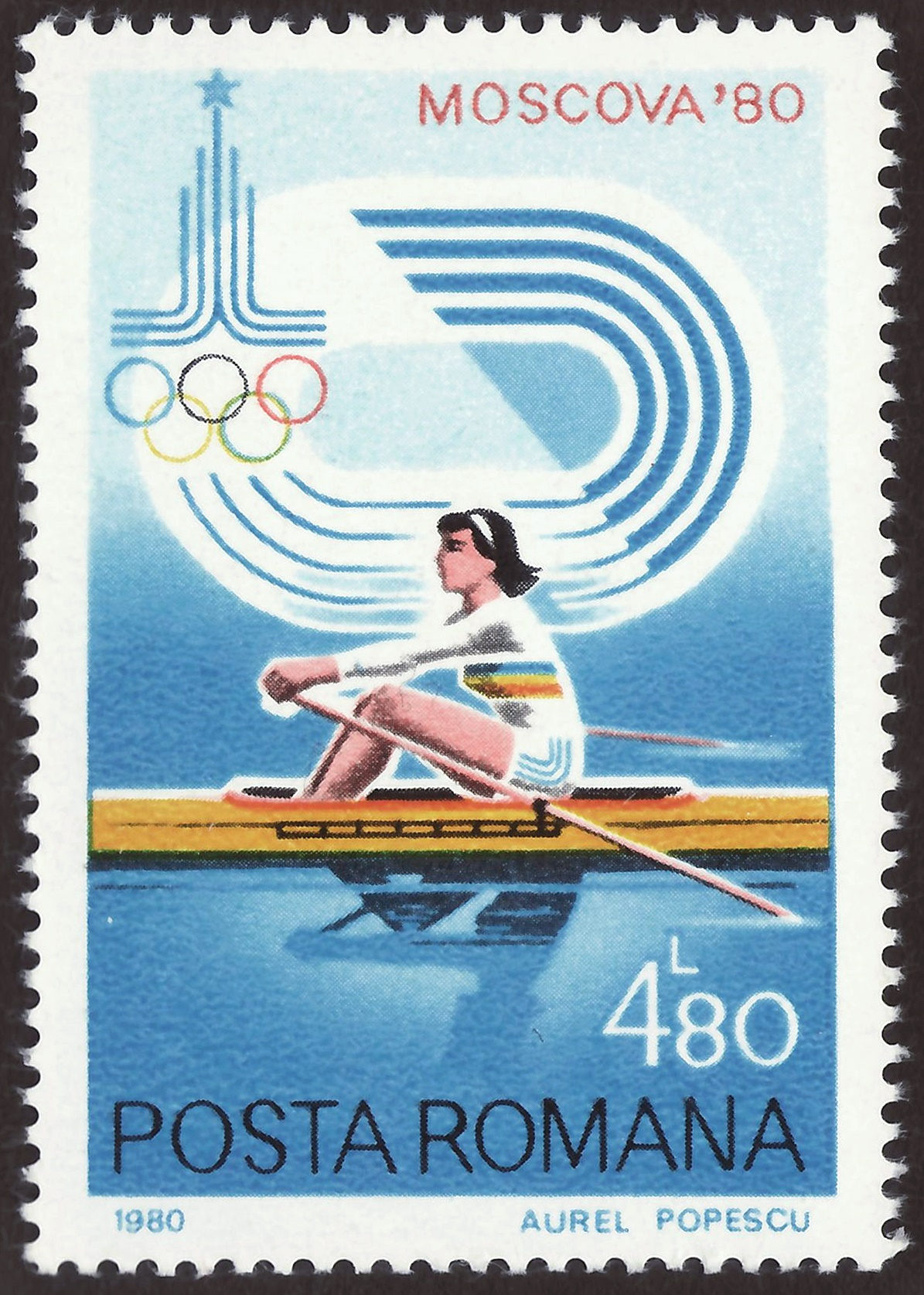
Timbru poștal comemorativ

Prima participare oficială la o competiție internațională a fost cea din anul 1932 la Campionatul European de la Belgrad, iar apoi in 1933 la Campionatul European de la Budapesta, România fiind reprezentată în două probe masculine, 4+ și 2x.
Prima prezență la Jocurile Olimpice este cea din 1952 la Helsinki, în proba de 8+1.
Prima medalie de aur la un campionat European a fost cucerită în 1955, la Gand, în proba masculină de 4-, iar în 1962, la Grunau și echipajul feminin obține prima medalie de aur în proba 4+.
La Campionatele Mondiale prima medalie de aur este obținută în anul 1970 la St.Catharines, în proba de 2+1, iar fetele obțin prima medalie de aur în 1974, la Lucerna, în proba de 2.
Prima medalie de aur la Jocurile Olimpice este cucerită de Sanda Toma, la ediția Moscova 1980, în proba de lx, iar la ediția Los Angeles 1984, echipajul de 2-, obține prima medalie de aur la masculin. 

## Competiții
Pe plan național, federația organizează următoarele competiții: 
- Cupa României Individual și Echipe Seniori
- Cupa României Individual și Echipe Juniori
- Campionat Național Individual și Echipe Seniori
- Campionat Național Individual și Echipe Masters
- Campionat Național Individual și Echipe Juniori
- Campionat Național Individual și Echipe Tineret
- Campionat Național Fond Seniori
- Campionat Național Fond Juniori
- Campionat Național Fond Tineret
- Cupa FRC Individual si Echipe Seniori
- Cupa FRC Individual si Echipe Juniori